# Företagsbot
Företagsbot är en ekonomisk sanktion med straffande effekt – utan att räknas som ett straff – vid brott i näringsverksamhet.
Innebörden är att ett företag kan dömas till böter om samtliga objektiva och subjektiva rekvisit är uppfyllda. Något krav på att en enskild gärningsman åtalas eller ens identifieras finns inte.
Företagsbot kan utdömas om en person i ledande ställning i ett företag har begått ett brott vid utövning av näringsverksamheten genom att han inte har gjort tillräckligt för att förebygga brottsligheten. Det kan också utdömas om en person som haft ett särskilt ansvar för tillsyn eller kontroll i verksamheten har brustit i sitt uppdrag.
Det lägsta beloppet som kan utdömas är 5 000 och det högsta 10 miljoner kronor. När storleken av företagsbot bestäms ska särskild hänsyn tas till den skada eller fara som brottsligheten inneburit samt till brottslighetens omfattning och förhållande till näringsverksamheten. Skälig hänsyn skall också tas till om näringsidkaren tidigare ålagts att betala företagsbot. Brott där endast böter kan komma ifråga bör inte åtalas.
Företagsbot kan föreläggas genom strafföreläggande.

## Fotnoter
1. ↑  36 kap. 7 § Brottsbalken (1962:700)
2. ↑  36 kap. 8 § Brottsbalken (1962:700)
3. ↑  36 kap. 9 § Brottsbalken (1962:700)
4. ↑  36 kap. 10a § Brottsbalken (1962:700)
5. ↑  5 § Lagen (1986:1009) om förfarandet i vissa fall vid förverkande m.m.